# Contracted: Phase II
Pour plus de détails, voir Fiche technique et Distribution.
Contracted: Phase II est un film d'horreur indépendant américain sorti en 2015 basé sur la thématique zombie. C'est la suite directe du film Contracted de 2013. Il a été réalisé par Josh Forbes, d'après un scénario écrit par Craig Walendziak.
Phase II se déroule juste après la fin du film Contracted et on y suit les aventure de Riley (Matt Mercer) alors qu'il tente de trouver l'homme derrière la maladie sexuellement transmissible provoquant une épidémie virale à Los Angeles. Le film a été présenté en première mondiale le 5 juillet 2015 au Festival international du film fantastique de Neuchâtel.

## Synopsis
Quelques heures après les évènements du film précédent, Riley (Matt Mercer) a commencé à montrer des symptômes identique à ceux développés par Samantha (Najarra Townsend) durant sa transformation en zombie. Il fait rapidement le lien avec Samantha et l'agression dont elle a été victime et compte bien retrouver le fameux agresseur BJ (Morgan Peter Brown) dans l'espoir d'obtenir un remède.
Dans sa course pour la survie, il sera aidé par la détective Crystal Young (Marianna Palka) qui compte bien arrêter BJ mais ce dernier compte bien infecter un maximum de personne avant de se faire prendre.
Dans la scène de mi-crédits, BJ est montré vivant, mais hospitalisé, tandis qu'un médecin avec un tatouage Abaddon (similaire à celui de BJ) dit à BJ : « Très bientôt, mon ami, très bientôt ».

## Distribution
- Matt Mercer : Riley McCormick
- Marianna Palka : Détective Crystal Young
- Morgan Peter Brown : Brent « BJ » Jaffe
- Anna Lore : Harper
- Laurel Vail : Brenda
- Peter Cilella : James
- John Ennis dans : Agent spécial Dalton
- Najarra Townsend : Samantha Williams
- Richard Riehle : « Deuce » Gelman
- Suzanne Voss : Margie
- Charley Koontz : Zain
- Alice Macdonald : Alice Patrick
- Ruben Pla : Docteur
- Caroline Williams : Mère de Sam
- Joanna Sotomura : Debbie